# Can Torrelles de l'Esparra
Can Torrelles de l'Esparra és una masia de Riudarenes (Selva) inclosa a l'Inventari del Patrimoni Arquitectònic de Catalunya.

## Descripció
Casa de dues plantes, amb teulada de doble vessant, teula àrab i cornisa catalana. Es tracta d'un mas amb doble entrada, una al mur lateral, amb porta adovellada i arc de mig punt, i l'altra a la façana principal, també adovellada i arc de mig punt. Destaca de la façana principal la finestra gòtica amb arc conopial i dentat de tres arquets i dues hèlix en relleu. Aquesta està flanquejada per dues finestres més amb llinda, brancals i ampit de pedra rectangular, igual que la finestra de la planta baixa, la qual té una inscripció difícil d'interpretar. La façana lateral també presenta finestres, més petites, simples, dues d'elles amb arc conopial. La planta de l'edifici és rectangular amb estructura de tres naus i dos cossos. L'interior té la distribució tipíca dels masos, entrada amb escala que puja a la sala central del pis superior, que fa de distribuidor de les cambres laterals. El sostre de la planta baixa és pla amb bigues de fusta i al primer pis el sostre segueix la forma de la teulada també és de cairats i bigues de fusta. Les portes de l'interior de l'edifici són amb arcs de mig punt i dovelles de pedra, conservant l'estructura original. També es conserven els terres que són de tova i fusta a la sala central de la planta superior. A la planta baixa hi ha encara l'antic forn i la llar de foc, tot i que la cuina és de nova construcció. Trobem una inscripció a l'interior que data de 1686.
Hi ha un petit edifici a pocs metres de la casa que correspondria al paller, actualment utilitzat com a porxo i garatge pels cotxes. De nova construcció, també s'hi ha fet una piscina a la part devantera de la casa.

## Història
Casa documentada de 1417, fou propietat del monestir de Sant Pere de Cercada. El 23 de setembre de 1567, Llorenç Torrelles, pagès de l'Esparra, reconeix tenir per Joan Pere de Mitjavila, prior del Monestir de Sant Pere de Cercada, el Mas Torrelles i les terres unides.